# Talismanele Morții

Semnul Talismanelor Morţii reprezintă toate cele trei obiecte : Bagheta, Piatra şi Pelerina.

Talismanele Morții  sunt trei obiecte magice, ficționale, care apar în ultima carte din seria Harry Potter, Harry Potter și Talismanele Morții. Cele trei obiecte sunt Bagheta de Soc (în engleză The Elder Wand), Piatra Învierii (în engleză the Resurrection Stone) și Pelerina Invizibilă (în engleză the Cloak of Invisibility). Povestea spune că cel ce unește cele trei talismane are puterea să învingă moartea.

## Simbolul Talismanelor Morții
Talismanele Morții sunt reprezentate în carte de un simbol care apare ca un cerc înscris într-un triunghi echilateral, ambele fiind bisecționate de o linie verticală. Cercul reprezintă Piatra Învierii, triunghiul reprezintă Pelerina Invizibilă, iar linia reprezintă Bagheta din Soc. După spusele lui Xenophilius Lovegood, vrăjitorii poartă acest simbol pentru a arăta că cred în legenda Talismanelor Morții. Fiindcă a fost un simbol des folosit de către Gellert Grindelwald, un vrăjitor întunecat în istoria mai îndepărtată din universul Harry Potter, mai mulți au confundat simbolul Talismanelor Morții ca fiind a lui Grindelwald. În timpul nunții lui Bill și Fleur, de exemplu, Victor Krum este șocat că Xenophilius poartă simbolul vrăjitorului întunecat care i-a ucis bunicul cu 60 de ani în urmă.

### Vrăjitori renumiți care au purtat simbolul
Pe vremea supremației lui, Gellert Grindelwald a folosit simbolul. Directorul școlii de vrăjitorie, Albus Dumbledore, a folosit simbolul în semnături (ex: în locul lui „A” din „Albus”). Dumbledore a refuzat să-l mai folosească după ce a hotărât ca nu este el cel care să devină Maestrul Morții. Xenophilius Lovegood a purtat simbolul în jurul gâtului la nunta lui Bill Weasley și Fleur Delacour, ca un mod de a se declara încrezător în legendă.

### Locuri și obiecte pe care sunt dispuse Talismanele
Simbolul apare în cartea cu povești pentru copiii vrăjitori, Poveștile Bardului Beedle, inscripționat deasupra poveștii, Povestea celor trei frați. Un perete al unei alte școli de vrăjitorie, Durmstrang, poartă inscripționat simbolul Talismanelor, chiar de către Gellert Grindelwald. Un alt simbol se află în Peștera lui Godric (en:Godric's Hollow), pe mormântul lui Ignotus Peverell, un strămoș al lui Harry. În sfârșit simbolul este gravat pe inelul lui Dorlent Gaunt, care ascunde Piatra Învierii și care i-a fost înmânat lui prin familia lui de către Cadmus Peverell, ceea ce înseamnă că Lordul Voldemort și Harry Potter sunt rude de sânge prin familia Peverel.
Profitam de aceasta ocazie ca să amintim că numele original al Lordului Cap-de-Mort (Lord Voldemort) este Tom Marvolo Riddle, anagrama propoziției I am Lord Voldemort, tradus in limba româna ca Tomas Dorlent Cruplud, anagrama propoziției Sunt Lordul Cap-de-Mort. Marvolo Gaunt, tradus in limba româna ca Dorlent Gaunt, a fost bunicul din partea mamei al lordului Cap-de-Mort. Acesta este semipur, având tatăl Încuiat (Tom Riddle Senior, tradus ca Tom Cruplud Senior) și mama vrăjitoare (Merope Gaunt, fiica lui Marvolo Gaunt, tradus ca Dorlent Gaunt), deși susține că singurii vrăjitori care ar trebui să studieze magia sunt cei cu Sânge-Pur.

## Legenda Talismanelor Morții

### Povestea celor trei frați
Conform cărții, Albus Dumbledore i-a lăsat prin testament, Hermionei Granger, o carte veche intitulată Poveștile bardului Beedle. Când Hermione se uită prin carte găsește, inscripționat pe o anumită pagină un simbol ciudat. Vrând să-i descopere înțelesul, Harry Potter, Ron Weasley și Hermione Granger îi fac o vizită lui Xenophilius Lovegood.

#### Identitatea celor trei frați
După ce Hermione vede simbolul Talismanelor Morții pe mormântul lui Ignotus Peverell, din Peștera lui Godric, iar Harry și-l amintește pe Dorlent Gaunt lăudându-se că inelul lui a fost purtat de către un Peverell, realizează că cei trei frați erau frații Peverell: Antioch (cel mare), Cadmus (cel mijlociu), si Ignotus (cel mic). Harry crede că descinde din Ignotus, deoarece pelerina a fost dată din mână în mână prin familia lui. Acest lucru este confirmat de către Dumbledore, când apare alături de Harry la sfârșitul cărții, Harry Potter și Talismanele Morții. Același motive sugerează că Voldemort, care provine din familia Gaunt, este descendentul lui Pervell Cadmus. Rowling chiar a confirmat că Harry și Voldemort sunt rude de sânge, prin familia Peverell.

## Talismanele

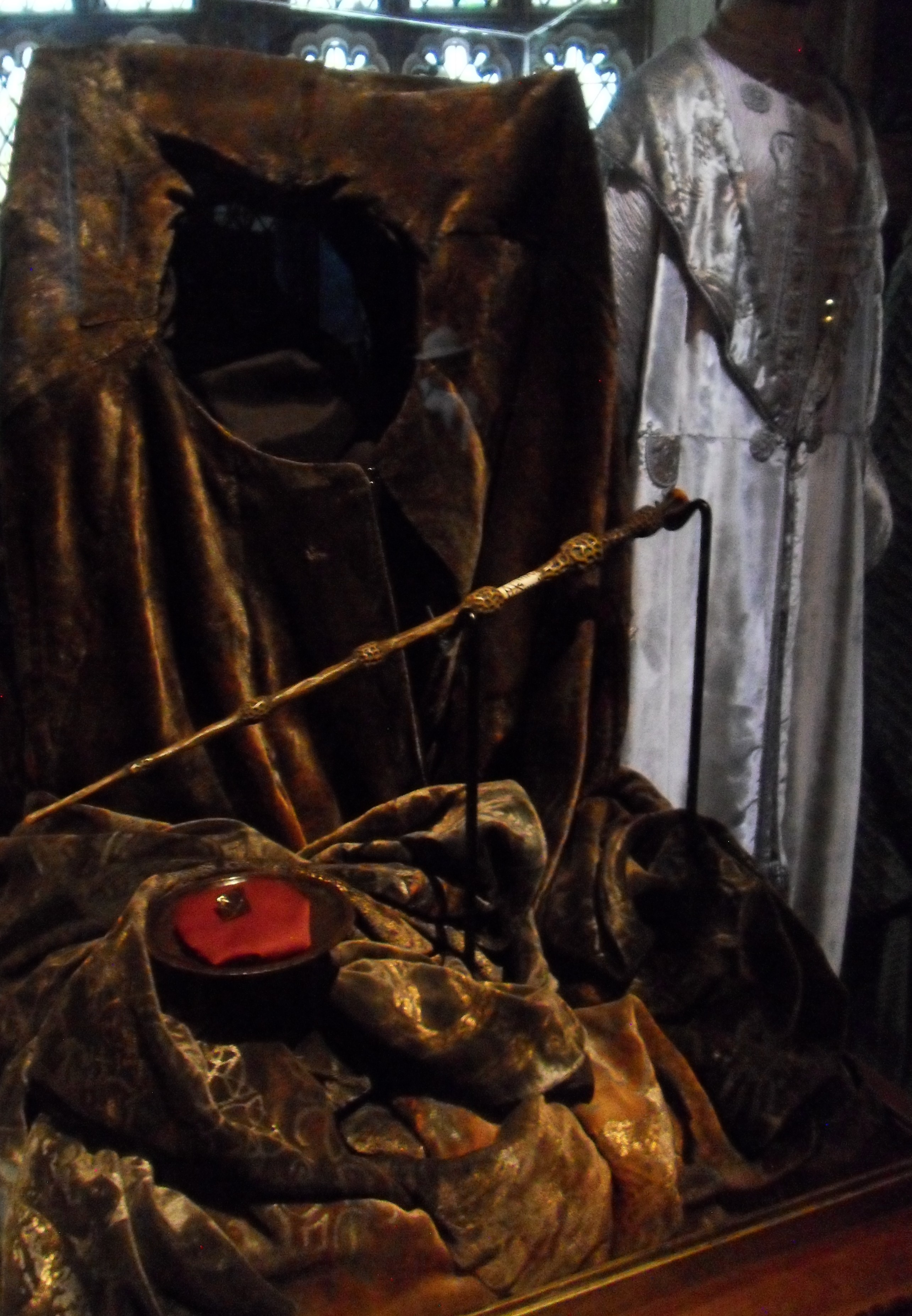

### Bagheta de Soc
Bagheta de Soc, de asemenea cunoscută dealungul istoriei ca „Vergeaua Morții” și „Bagheta Destinului”, este o baghetă extrem de puternică, făcută din lemn de soc cu miez din păr din coadă de Thestral. Este cea mai puternică baghetă, iar dacă este folosită de către adevăratul ei Maestru(Dumbledore, Severus Plesneală, Voldemort adică Cap De Mort și în sfârșit Harry Potter care o rupe in doua și o aruncă), nu poate fi înfrântă într-un duel.

### Piatra Învierii
Piatra învierii permite deținătorului să vadă și să comunice cu morții.

### Pelerina Invizibilă
Conform legendei, Pelerina Invizibilă are puterea ca pe cel ce o poartă să-l facă invizibil  morții. Este de altfel Pelerina lui Harry Potter.